# Gastão Vidigal
Gastão Vidigal est une municipalité brésilienne de l'État de São Paulo et la Microrégion d'Auriflama.